# Winfield Dunn
Bryant Winfield Culberson Dunn (Meridian, 1 de julho de 1927 – 28 de setembro de 2024) foi um político americano, o 43º Governador do Tennessee, com mandato de 1971 até 1975. Ele foi o primeiro governador republicano do estado em cinquenta anos de predominância do partido democrata, o sexto desde a Guerra Civil. Dunn não obteve sucesso numa tentativa de segundo mandato em 1986, perdendo para Ned McWherter. Ele permanece ativo no partido republicano e na área da saúde desde o final de seu mandato como governador.

## Início de vida
Dunn nasceu em Meridian, Mississippi, filho de Aubert C. Dunn, um advogado e político e Dorothy (Crum) Dunn. Em 1944, durante a Segunda Guerra Mundial, alistou-se na Marinha dos Estados Unidos e serviu como auxiliar dos farmacêuticos, na frente de combate da Ásia-Pacífico. Posteriormente, serviu como um tenente da reserva da Força Aérea dos Estados Unidos.
Dunn graduou-se com uma B.B.A. (bacharelado em administração) pela Universidade do Mississippi em 1950. Nesse mesmo ano, casou-se Betty Prichard, filha de um odontólogo de Memphis. Depois de trabalhar no setor de seguros, por muitos anos, obteve seu D.D.S. (cirurgião dentista) na unidade médica da Universidade do Tennessee, Memphis, em 1955. Praticou inicialmente com seu sogro antes de abrir seu próprio consultório dentário em Memphis.
Inspirado em opiniões de Barry Goldwater sobre conservadorismo, Dunn tentou sem sucesso uma vaga na Câmara dos Representantes do Tennessee em 1962. Foi eleito Presidente do partido republicano no Condado de Shelby e como tal, fez campanha para Goldwater na eleição presidencial de 1964. Ele era um delegado à Convenção Nacional Republicana de 1968 e fez campanha para o candidato proposto Richard Nixon.

## Governador do Tennessee
Em 1970 Dunn buscou a nomeação republicana para governador. Seus adversários para a nomeação incluíam o presidente da Câmara dos Representantes do Tennessee William L. Jenkins, o industrialista de Nashville Maxey Jarman, o ex-presidente do partido no Estado Claude K. Robertson e o candidato de 1962, Hubert Patty. Impulsionado em parte por sua grande participação em sua sede, o populoso Condado de Shelby, Dunn ganhou a nomeação, derrotando seu adversário, Jarman, por dez mil votos. Seu adversário na eleição geral foi John Jay Hooker, o candidato democrata.

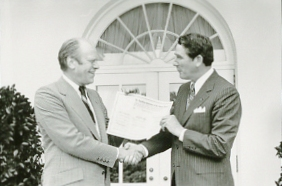
Dunn (direita) com o Presidente Gerald Ford na Casa Branca em 1974

Antes da eleição de 1970, os democratas controlavam o cargo de governador por 50 anos e em grande parte tinham dominado a política do estado desde o final da Reconstrução dos Estados Unidos. No entanto, as políticas sociais das administrações presidenciais de John F. Kennedy e Lyndon B. Johnson, afastou muitos democratas do Sul. Os republicanos começaram a dar sinais de vida na disputa pelo Senado em 1966, quando o republicano Howard Baker, Jr., derrotou o carismático governador Frank G. Clement. Em 1968, Nixon ganhou votos no Estado, os republicanos ganharam o controle da câmara dos representantes do Estado e o republicano Dan Kuykendall foi eleito pela sede do 9º distrito congressional. Com o futuro juiz federal Harry W. Wellford e o futuro governador Lamar Alexander dirigindo sua campanha, Dunn derrotou Hooker com 557.024 votos sobre 498.757, na eleição geral.
Após tomar posse, Dunn procurou unificar o estado e ofereceu compromissos de Estado para os republicanos e Democratas. Democratas, que controlavam o Senado estadual e tinham retomado o controle da câmara do estado, inicialmente não foram cooperativos, com o presidente da câmara James McKinney e o vice-governador John S. Wilder (que estava em um primeiro mandato de outros que duraram ao todo 46 anos) às vezes tentando frustrar sua agenda legislativa. Em 1972, Ned McWherter foi eleito Presidente da câmara e se mostrou mais aberto à cooperação com o governador republicano.
Apesar da frequente oposição democrática, Dunn conseguiu obter um aumento de 0,6% do imposto de vendas do Estado, permitindo-lhe impulsionar a construção de estradas e dar aumentos salariais aos funcionários públicos. Ele também criou o departamento econômico de desenvolvimento comunitário e o departamento de serviços gerais (para administrar compras de estado) e reorganizou o departamento de pessoal na tentativa de melhorar a eficiência na contratação de funcionários públicos. Dunn apoiou a ratificação da 26ª emenda constitucional, que reduziu a idade mínima de permissão ao voto para 18 anos em 1971.
Em novembro de 1973, Dunn sediou a Conferência de Governadores republicanos em Memphis, onde o Presidente Richard Nixon, sitiado pelo escândalo de Caso Watergate, em particular assegurou aos governadores presentes que não surgiriam mais surpresas do escândalo para ferir o partido. Em seu livro de 2007, From a Standing Start, Dunn recorda-se "chocado" e "decepcionado" quando um noticiário na noite seguinte revelou que havia um corte de 18 e meio minutos nas fitas magnéticas da Casa Branca relacionadas ao escândalo.

## Carreira posterior
O mandato de Dunn terminou em 1975, e no momento, a constituição do estado do Tennessee impedia o exercício consecutivo de dois mandatos como governador. Ele retornou ao setor privado, trabalhando há vários anos como vice-presidente de relações públicas para a unidade de Nashville do Hospital Corporation of America.
Em 1986 Dunn tentou novamente disputar para governador. Ele derrotou facilmente Hubert Patty e Charles Vick nas primárias republicanas, porém perguntas sobre a unidade do partido perseguiram sua campanha. Durante seu primeiro mandato, Dunn vetara um projeto de lei de criação do estabelecimento de uma escola médica da East Tennessee State University, seu argumento era que três escolas médicas existentes no Estado eram suficientes. Embora o legislativo derrubasse seu veto, ele atraiu a inimizade do poderoso congressista do 1º distrito Jimmy Quillen, onde seria localizada a escola e assim este retirou seu apoio em 1986. Sem o endosso de Quillen, Dunn apesar dos esforços no Tennessee leste (normalmente um reduto republicano) foi derrotado nas eleições gerais, o candidato democrata, Ned McWherter obteve 656.602 votos sobre seus 553.448.
Depois da campanha de 1986, Dunn dedicou-se aos negócios e interesses filantrópicos. Ele trabalhou como Presidente da Medshares baseada em Memphis e também é um membro dos conselhos da empresa de saúde Phycor and Behavioral Healthcare Corporation. Ele também é ativo na Tennessee-Tombigbee Waterway Development Authority (hidrovia), bem como em várias instituições de caridade, incluindo a American Cancer Society, Nashville Heart Association e a United Way.
Dunn continua a ser um "velho estadista" do partido republicano do estado. Ele foi Presidente do Comitê Diretor do estado da campanha presidencial de George H. W. Bush em 1988, foi um eleitor presidencial para George W. Bush em 2004 e John McCain em 2008. Em dezembro de 2011 articulou para em 2012 apoiar o candidato presidencial republicano, Mitt Romney. Romney disse de Dunn: "ninguém é mais altamente considerado por seu amor ao país e seu serviço público".

## Família e legado
Dunn e sua esposa possuem três filhos, Chuck, Gayle e Julie. O pai de Dunn, Aubert, serviu um mandato na Câmara dos Representantes dos Estados Unidos de 1937 a 1939.
O Winfield Dunn Center, construído durante seu mandato como governador, serve de moradia às equipes atléticas vindas Austin Peay State University. Winfield Dunn Parkway, um trecho estadual da Highway 66, liga a Interestadual 40 americana com a rota 441 em Sevierville. Edifícios no Tennessee Technological University e University of Memphis foram nomeados para homenagear Dunn.
Dunn morreu em 28 de setembro de 2024, aos 97 anos.

## Ler também
- Dunn, Winfield.  From a Standing Start: My Tennessee Political Odyssey.  Magellan Press, 2007.  ISBN 1928622135.

## Fonte da tradução
- Este artigo foi inicialmente traduzido, total ou parcialmente, do artigo da Wikipédia em inglês cujo título é «Winfield Dunn».